# Barnet (Colombie-Britannique)
Pour les articles homonymes, voir Barnet.
Barnet est une municipalité située dans la province de Colombie-Britannique, dans le sud-ouest.